# Adams (Minnesota)
Adams es una ciudad ubicada en el condado de Mower en el estado estadounidense de Minnesota. En el Censo de 2010 tenía una población de 787 habitantes y una densidad poblacional de 301,45 personas por km².

## Geografía
Adams se encuentra ubicada en las coordenadas 43°33′55″N 92°43′8″O / 43.56528, -92.71889. Según la Oficina del Censo de los Estados Unidos, Adams tiene una superficie total de 2.61 km², de la cual 2.61 km² corresponden a tierra firme y (0%) 0 km² es agua.

## Demografía
Según el censo de 2010, había 787 personas residiendo en Adams. La densidad de población era de 301,45 hab./km². De los 787 habitantes, Adams estaba compuesto por el 98.35% blancos, el 0% eran afroamericanos, el 0% eran amerindios, el 0% eran asiáticos, el 0% eran isleños del Pacífico, el 0.51% eran de otras razas y el 1.14% pertenecían a dos o más razas. Del total de la población el 1.65% eran hispanos o latinos de cualquier raza.